# Извлечение фолликулярной единицы
Извлечение фолликулярной единицы (англ. Follicular unit extraction, FUE; также follicular unit excision, follicular transfer) — один из двух основных методов получения волосяных фолликулов для трансплантации волос. Фолликулярные объединения — естественно сформировавшиеся группы из 1-4 волос. Другой метод пересадки называется стрип-метод (STRIP).

## Описание
В 2018 году опубликовали обновлённые рекомендации, принятые Международным обществом хирургии восстановления волос. Изменение названия было сделано для точного описания процедуры, которая включает в себя хирургическое разрезание или вскрытие кожного трансплантата волосяного фолликула с помощью круглого вращающегося скальпеля, резца или моторизованного бура. А затем извлечение его из кожи головы для размещения в облысевших участках донора. Из-за новых разработок в области инструментов и устройств для надрезания, а также разнообразия различных методик экстракции, возникла необходимость более точного определения процедуры. Кроме того, многие заведения неправильно рекламировали процедуру извлечения как простое выдёргивание волос, вводя тем самым в заблуждение.
Фолликулярные единицы, полученные любым из этих методов, являются основой трансплантации фолликулярных единиц.
Извлечение фолликулярных единиц было впервые описано в 1988 году Масуми Инаба из Японии, который представил использование иглы диаметром 1 мм для извлечения донорского материала.
Извлечение фолликулярной единицы требует значительного времени, затрат на обучение и повышения навыков для выполнения процедуры на высоком уровне. Первая часть процедуры включает в себя выполнение надреза вращающимся режущим инструментом вокруг волосяного фолликула через эпидермис в подкожную клетчатку, чтобы освободить фолликул от окружающей его ткани. Группа волосяных фолликулов или фолликулярная единица представляет собой кожный трансплантат, содержащий эпидермис, дерму и жир. Затем трансплантат извлекается с помощью отсоса, пинцета или специальных вспомогательных инструментов для извлечения (ATOE) и бережно сохраняется до тех пор, пока не настанет время для имплантации в область прореживания.
Каждую фолликулярную единицу удаляют по очереди, соблюдая большую осторожность, чтобы не срезать нижележащие клетки волосяного матрикса и не повредить трансплантат при рассечении. Также необходимо соблюдать дополнительную осторожность при извлечении трансплантатов пинцетом, чтобы волосяные фолликулы не были раздавлены или подвергнуты слишком агрессивным манипуляциям, которые также могут повлиять на их рост. Отсюда, FUE требует тщательного внимания к деталям и затрат по времени. Поэтому многие врачи, работающие моторизированными инструментами не в состоянии извлечь столько трансплантатов за один день по сравнению с традиционным FUT-методом.
Приживаемость фолликулярных единиц после сепарации от близлежащих тканей и затем извлечения из кожи головы является одной из ключевых переменных успешной трансплантации волос. Если фолликулярные узлы повреждаются в процессе разреза, существует большая вероятность того, что они не переживут пересадку, и процедура не удастся. В то время как процедуры по методу FUT с использованием полосного забора графтов обычно гарантируют большое количество неповреждённых волос, процедуры FUE могут рассекать или обжигать трансплантаты, делая их непригодными для пересадки.
Извлечение FUE моторизированными инструментами — это хирургическая техника трансплантации, которая может привести к образованию «ямок» — небольших, круглых и, как правило, белых рубцов в донорской области пациента, где были удалены трансплантаты. Однако благодаря изменениям инструментов в последние годы, процент повреждения трансплантатов значительно сократился. Тип кожи пациента, структура волос и глубина фолликулярной единицы являются параметрами, используемыми при определении инструмента. Существует много различных типов резцов: звездообразные, трубообразные, острые и тупые. Инструменты могут использоваться вручную или с приводом. Благодаря осциллирующим машинам метод FUE можно выполнять без необходимости брить волосы.
Однако можно обратиться к ручной разновидности FUE (FUE Hand, DHI, FUE + FUI, HFE). В этом случае фолликулярные единицы изымаются и трансплантируются полностью вручную с помощью микроинструментов. Это позволяет избежать травматизации донорской зоны и снизить уровень повреждения фолликул до минимума. Такое извлечение фолликулярной единицы, как правило, обеспечивает более быстрое восстановление пациента и значительно меньший послеоперационный дискомфорт по сравнению с FUT-методом. Кроме того, риск долгосрочного повреждения нервов, приводящего к хроническому онемению и/или боли в донорской области, значительно снижается при использовании ручного FUE по сравнению со стрип-методом (FUT). Кроме того, FUE является альтернативой FUT, когда кожа головы слишком плотная для удаления полоски, и позволяет врачу собрать более тонкие волосы с затылка для использования на линии роста волос или для бровей.
Однако при FUE фолликулы извлекаются с гораздо большей площади донорской зоны по сравнению с FUT, которая, по оценкам, в восемь раз больше, чем при традиционном удалении полосками, поэтому пациентам приходится стричь волосы на гораздо большей донорской площади. Фолликулы, вырезанные из пограничных участков донорской области, могут быть не совсем «постоянными», так что со временем трансплантированные волосы из этих участков могут выпасть. Из-за образования рубцов и деформации кожи головы донора в результате FUE это затрудняет последующие сеансы, а трансплантаты становятся более хрупкими и подвержены травмам во время размещения, поскольку им часто не хватает защитной дермы и жира, как у микроскопически рассечённых трансплантатов.